# Anders Thiset

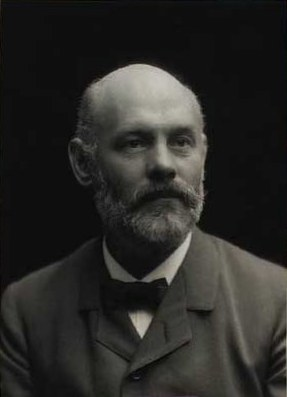
Anders Thiset

Anders Thiset (geboren am 25. Februar 1850 in Kopenhagen; gestorben am 14. Juli 1917 ebenda) war ein dänischer Historiker, Genealoge, Heraldiker, Enzyklopädist und Archivar.

## Leben
Thiset war der Sohn des Quartiermeisters, später Wachtmeister der berittenen Leibgarde, Hans Andersen Thiset (1817–1864) und der Anne Kirstine Rasmusdatter (1824–1876). 1864 schloss er die Schulausbildung auf der „Melchiors Borgerskole“ mit Auszeichnung ab und trat eine Assistentenstelle in der Intendantur des „Kongelige Civilliste“ (einem Mitglied des dänischen Königshauses) an. Am 1. Januar 1883 wechselte er an das Dänische Staatsarchiv, wo er zunächst Assistent, ab 1889 Archivsekretär und 1897 bis 1915 Leiter des Archivs wurde.
Seine erste genealogische Arbeit erschien 1879 in der Historisk Tidsskrift und behandelte den Dänischen Adel. Er verfasste weitere Artikel zu ähnlichen Themen in unterschiedlichen Zeitschriften. Gemeinsam mit dem Regierungsrat Hans Rudolf Hiort-Lorenzen veröffentlichte er von 1884 bis 1903 das Danmarks Adels Aarbog. Er betätigte sich zudem als Zeichner von Adelswappen und Stammtafeln. Im Jahr 1904 gab er gemeinsam mit Ludvig Peter Marius Christian Wittrup (1841–1914) das Nyt dansk Adelslexikon heraus.

Wappen (Auswahl)
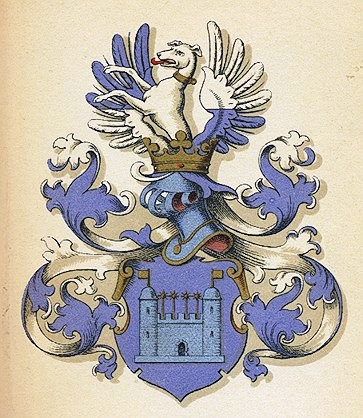
Dänisch-deutsches Adelsgeschlecht von Krogh
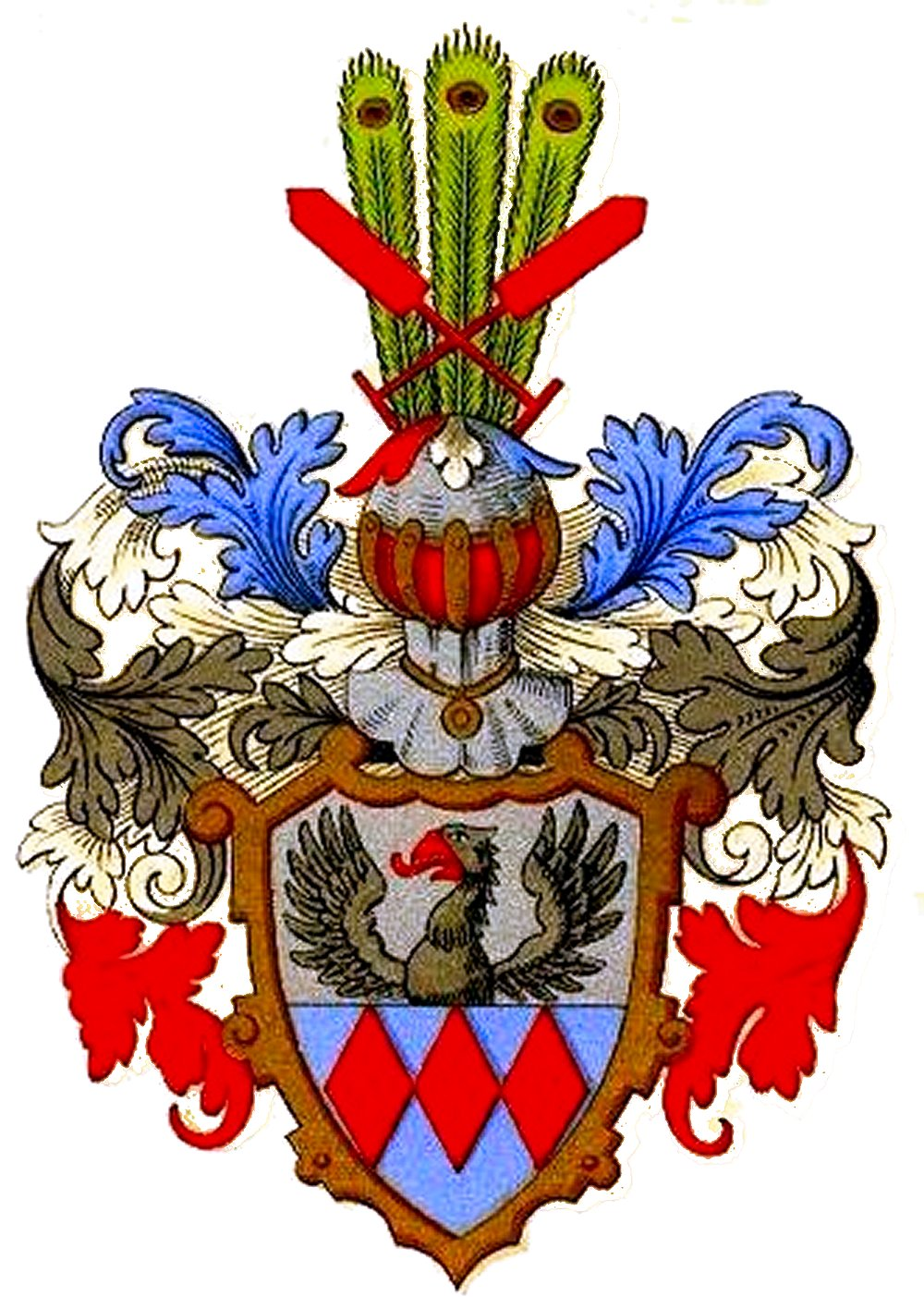
Adelsgeschlecht Normann
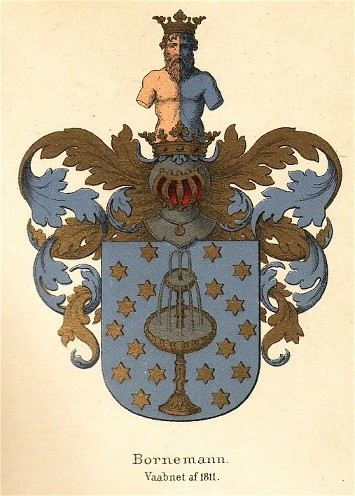
Adelsgeschlecht Bornemann
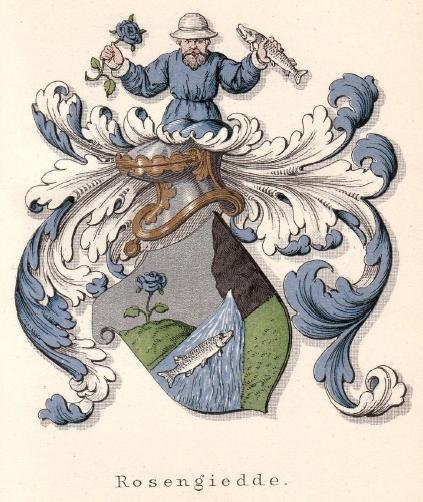
Adelsgeschlecht Rosengiedde oder Giedde

Er war zweimal verheiratet:
- Am 7. Dez. 1877 heiratete er Ingeborg Larsdatter Hansen (21. April 1852 – 1. Februar 1906).
- Am 21. März 1908 heiratete er Olivia Marie Christine Sørensen (11. Februar 1878 – 16. April 1965).

## Werke (Auswahl)
- Tyge Alexander Becker, Christian Ulrich Adolf Plester, Anders Thiset: De ældste danske archivregistraturer udg. efter beslutning af det … Hrsg.: Dänisches Reichsarchiv. Band 3. J. H.  Schultz, Kopenhagen 1865 (archive.org).
- C. Plesner, Anders Thiset: De ældste Archivregistraturer udg. efter originaler i Geheimearchivet. Band 4:1. Kopenhagen 1875, OCLC 925696777.
- Anders Thiset, Hans Rudolf Hiort-Lorenzen: Danmarks Adels Aarbog. Hrsg.: Dansk Adelsforening. 33 Bände. Syddansk Universitetsforlag, 1884, ISSN 0084-9561 (Band 4, 5, 17 und 33 wurden digitalisiert).
  - Runeberg Ausgabenübersicht
- Om danske By- og Herredsvaaben. In: Tidsskrift for Kunstindustri. Kopenhagen 1894, OCLC 465617247 (Sonderausgabe).
- Anders Thiset, P. L. Wittrup: Nyt dansk adelslexikon; fortegnelse over dansk adel i fortid og nutid, udgivet af Foreningen til udgivelse af Danmarks adels aarbog. V. Tryde, Kopenhagen 1904, OCLC 12790436.
- Bidrag til Navneskikkens Historie. In: Historisk Tidsskrift. Kopenhagen 1913, OCLC 474826103 (tidsskrift.dk – Sonderausgabe).